# Rovinari
Rovinari este un oraș în județul Gorj, Oltenia, România, format din localitățile componente Rovinari (reședința) și Vârț.
Rovinari este un oraș minier, având ca baza economică exploatarea minieră de cărbune (de suprafață și subterană) și producerea energiei electrice în cadrul termocentralei orașului, una dintre primele din Europa ca mărime. Localitatea Rovinari a devenit oraș prin Decretul Prezidențial nr. 367/09.12.1981.

## Așezare geografică
Orașul este situat la 25 Km SV de municipiul Târgu Jiu, fiind legat de acesta prin drumul național DN 66 (facand parte din drumul european E79) și calea ferată electrificată Târgu Jiu - Rovinari - Turceni - Filiași - Craiova.
Orașul este amplasat pe suprafata de 2632 Ha, într-o zonă depresionară a Jiului, învecinată la Est cu dealul Bran, la Vest cu dealurile Mageac și Lupului, la Nord cu depresiunea Târgu Jiu-Câmpu Mare, iar la Sud depresiunea se deschide către lunca Jiului.
Există posibilitatea valorificării poziției geografice, ca urmare a creșterii importanței drumului european E79, prin realizarea unei zone turistice de tranzit, punând în valoare zona colinară din jur, sau chiar prin utilizarea în acest scop a carierelor dezafectate.
Totodată, orașul Rovinari este situat de-a lungul căii ferate electrificate Filiași-Târgu-Jiu. Cele doua căi de comunicație, feroviară și rutieră, se desfășoară adiacent localității, dispuse împreună cu acestea pe malul drept al Jiului, în prezent regularizat și cu albia majoră îndiguită.
Orașul Rovinari ocupă un loc important în sistemul localităților urbane ale județului Gorj, alături de Țicleni, Târgu Cărbunești, Motru, Bumbești-Jiu, Novaci și Tismana. Dintre toate, orașul Rovinari se află la cea mai mică distanță de reședința de județ, fiind în zona de influență a acesteia.

## Economie
Principala resursă minerală a orașului Rovinari este cărbunele inferior (lignit), folosit drept combustibil în centralele termoelectrice.
Regiunea Sud-Vest Oltenia cuprinde 3 zone defavorizate: Albeni, Schela și Rovinari, toate zonele fiind amplasate în județul Gorj. (vezi: Zone defavorizate Arhivat în 3 martie 2011, la Wayback Machine.)
Sub aspect economic, orașul Rovinari dispune de resurse în sectorul primar, prin rezervele de cărbune energetic, respectiv lignitul exploatat în cariere.
Participarea exploatării lignitului la dezvoltarea activității economice a tării se manifestă direct prin asigurarea unei surse principale de producere a energiei electrice și termice, element esențial pentru celelalte domenii ale economiei naționale.
Ponderea economică a orașului o constituie industria extractivă reprezentând circa ½ din producția totală pe județ.
Marii agenți economici ai orașului Rovinari sunt: S.C. COMPLEXUL ENERGETIC ROVINARI S.A., S.C. TERMOSERV S.A., S.N.L.O – E.M. ROSIA, S.C. TP SUT S.A., S.C. ENERGOCONSTRUCTIA S.A., S.C. ENERGOMONTAJ S.A., S.C. ENERGOREPARATII S.A., S.C. U.M.R. S.A., S.C. CAZARE – CANTINE S.A , S.C. MINPREST S.A.

## Demografie
Componența etnică a orașului Rovinari
     Români (90,15%)
     Alte etnii (0,77%)
     Necunoscută (9,08%)
Componența confesională a orașului Rovinari
     Ortodocși (88,41%)
     Alte religii (2,27%)
     Necunoscută (9,32%)
Conform recensământului efectuat în 2021, populația orașului Rovinari se ridică la 10.246 de locuitori, în scădere față de recensământul anterior din 2011, când fuseseră înregistrați 11.816 locuitori. Majoritatea locuitorilor sunt români (90,15%), iar pentru 9,08% nu se cunoaște apartenența etnică. Din punct de vedere confesional, majoritatea locuitorilor sunt ortodocși (88,41%), iar pentru 9,32% nu se cunoaște apartenența confesională.
|  | Graficele sunt indisponibile din cauza unor probleme tehnice. Mai multe informații se găsesc la Phabricator și la wiki-ul MediaWiki. |

Date: Recensăminte sau birourile de statistică - grafică realizată de Wikipedia

## Politică și administrație
Orașul Rovinari este administrat de un primar și un consiliu local compus din 17 consilieri. Primarul, Robert Dorin Filip[*], de la Partidul Național Liberal, este în funcție din 2016. Începând cu alegerile locale din 2024, consiliul local are următoarea componență pe partide politice:
|  | Partid                          | Consilieri | Componența Consiliului | Componența Consiliului | Componența Consiliului | Componența Consiliului | Componența Consiliului | Componența Consiliului | Componența Consiliului | Componența Consiliului | Componența Consiliului |
|  | ------------------------------- | ---------- | ---------------------- | ---------------------- | ---------------------- | ---------------------- | ---------------------- | ---------------------- | ---------------------- | ---------------------- | ---------------------- |
|  | Partidul Național Liberal       | 9          |                        |                        |                        |                        |                        |                        |                        |                        |                        |
|  | Partidul Social Democrat        | 4          |                        |                        |                        |                        |                        |                        |                        |                        |                        |
|  | Alianța pentru Unirea Românilor | 3          |                        |                        |                        |                        |                        |                        |                        |                        |                        |
|  | Duță Nelu-Alin                  | 1          |                        |                        |                        |                        |                        |                        |                        |                        |                        |

## Personalități
- Teodor D. Costescu (1864 - 1939), profesor, om politic, membru de onoare al Academiei Române.
- Constantin Iordăchescu (1893 - 1950), general român
- Gheorghe Tătărescu, om politic
- Mira, cântăreață româncă

## Vezi și
- Biserica de lemn din Rovinari

## Imagini

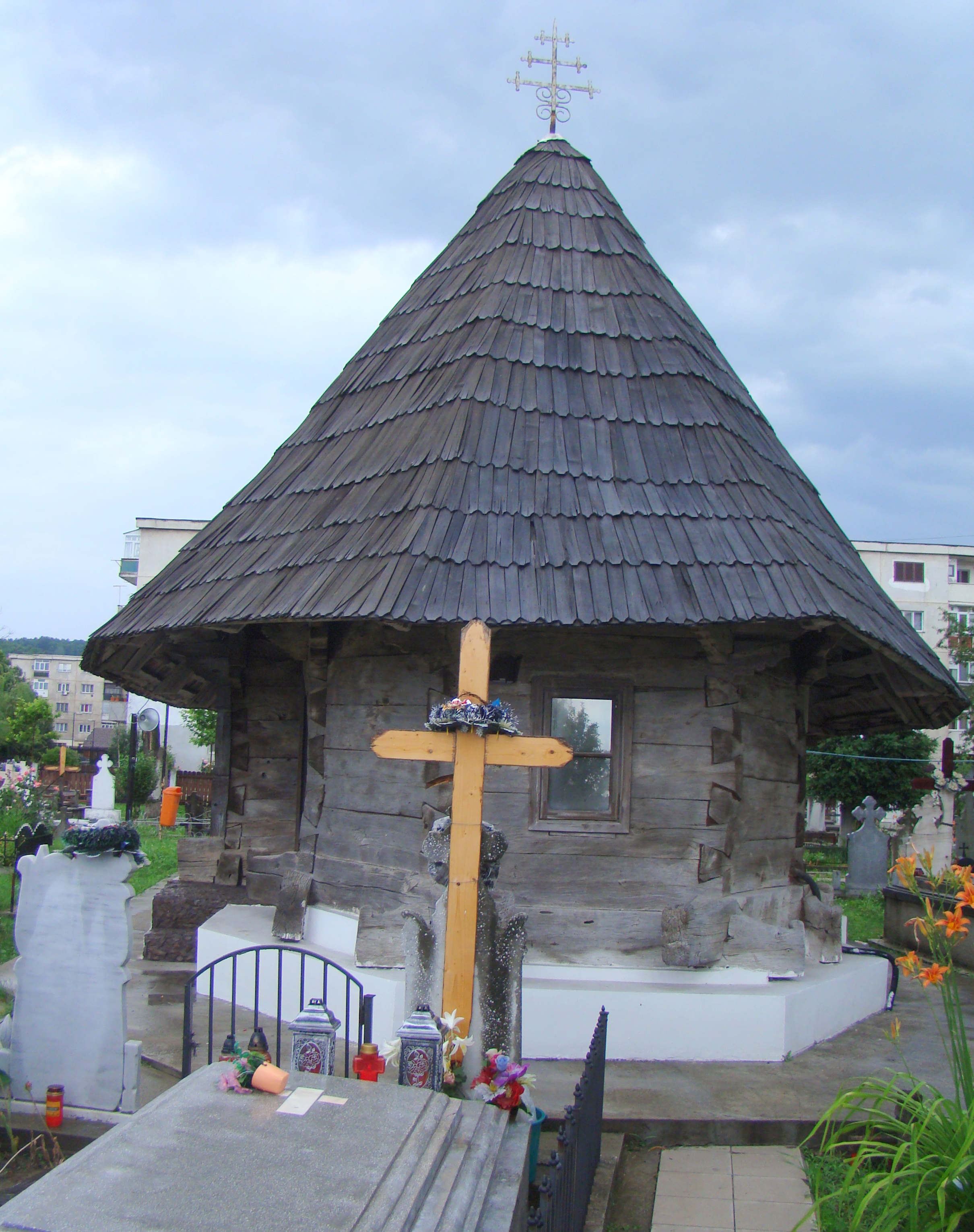
Biserica de lemn „Sfântul Ioan Botezătorul” (monument istoric)
Catedrala ortodoxă